# Hans Henning Atrott

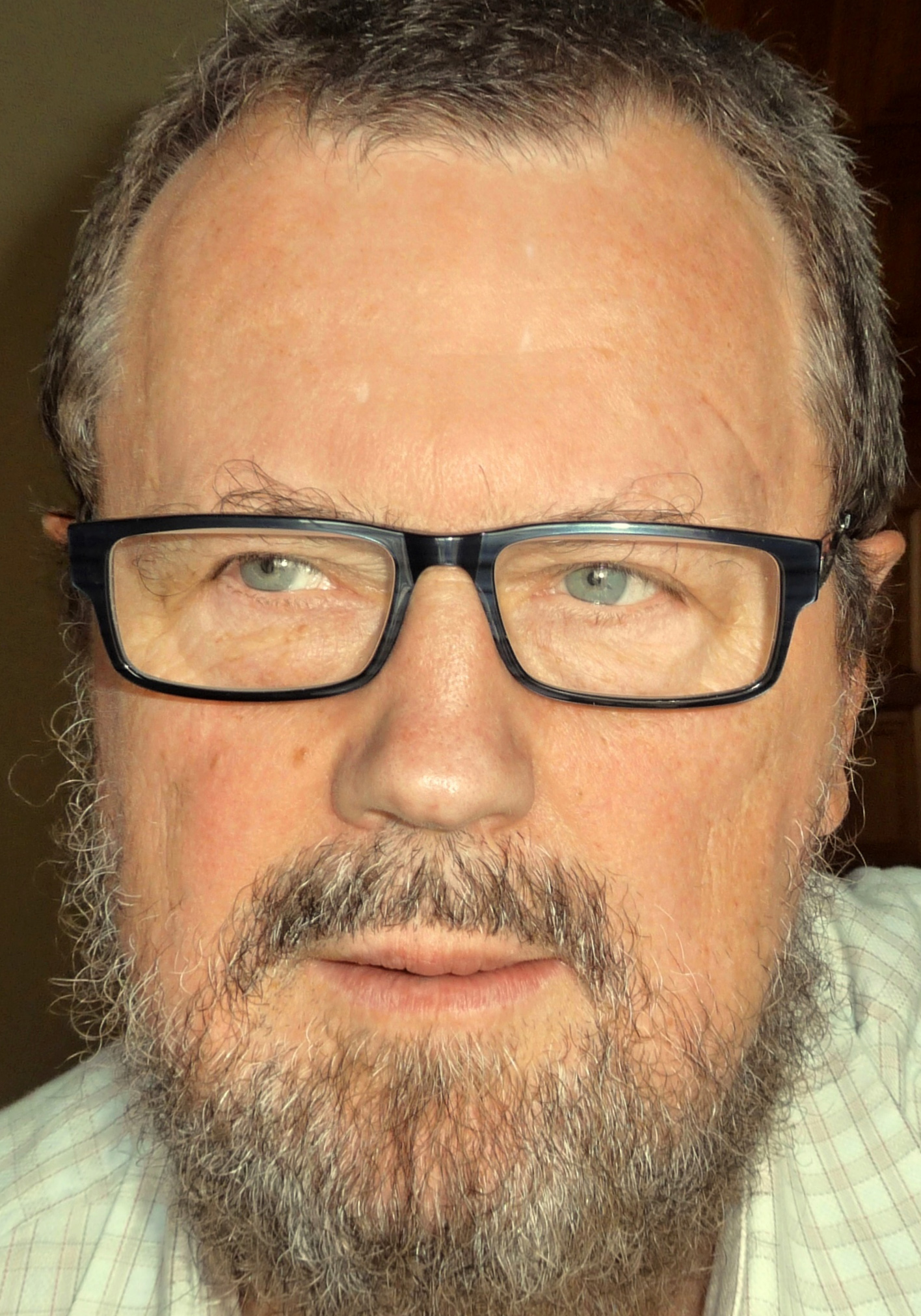
Hans Atrott, en el año 2011 en Los Gigantes, Tenerife, España

Hans Henning Atrott también conocido como: Hans Atrott nacido el 12 de enero de 1944 en Klaipeda,(Lituania)‚ es un filósofo, politólogo y escritor alemán-lituano. Ha sido defensor de la eutanasia voluntaria y es un crítico al cristianismo. Inicialmente,  alcanzó la fama internacional por su actividad en la muerte con dignidad.

## Vida

### Origen, niñez, deportado a Alemania
La ciudad de Klaipeda fue anexada desde 1938, hasta octubre de 1944 por Alemania. Su padre Wilhelm A. lituano de nacimiento era un pastor protestante en Ville, su madre, Edith Atrott, era abogado en Lyck (Prusia Oriental. Sus padres no sobrevivieron al final de la Segunda Guerra Mundial. Ante la predecible derrota, las autoridades alemanas ordenaron la evacuación de la ciudad,  en octubre de 1944.Por lo tanto, primero vivió en Alemania del Este y desde 1956 hasta 1995, en Alemania Occidental.

### La educación y la actividad como estudiante
Hans Henning Atrott estudió filosofía, ciencias políticas y sociología en la Universidad de Múnich y en la Facultad de Ciencias Políticas , promovida por el profesor judío de filosofía Helmut Kuhn (1899-1991),  que salió de Alemania durante el período nazi y regresó después de la Segunda Guerra Mundial. Desde 1969 hasta 1971 Hans Henning Atrott fue el Presidente Nacional de la Asociación de estudiantes de Prusia Oriental en Alemania ("Studentenbund Ostpreussen").

### Compromiso para la eutanasia voluntaria
En 1980, H. Atrott fundó la Sociedad Alemana a morir dignamente (Deutsche Gesellschaft für Humanes Sterben, DGHS) con sede en Augsburgo, Baviera y sirvió como Presidente Nacional hasta 1994. De 1982 a 1984 fue director Ejecutivo de la federación mundial de sociedades a morir en dignidad (World Federation of Right to die Societies). Innovó los testamentos vitales en Alemania y el término alemán para definirlos: "Patientenverfuegung". Cuando la asociación española Derecho a Morir Dignamente (DMD) se fundó en 1983, las autoridades españolas se negaron a su registro como asociación. En 1984, Atrott escribió una carta al ministro español de Justicia, carta que fue muy bien recibida por la prensa española y tras la cual la Asociación Española Derecho a Morir Dignamente fue registrada por las autoridades.

### Inmigración en Francia
En 1995, emigró con su familia a Francia, Kesseldorf (Alsacia / Francia), donde vivió hasta 1999.

### Obras
Después de su compromiso con la eutanasia voluntaria, volvió a la cargar contra el cristianismo, como lo había hecho anteriormente. En 2009, publicó en los Estados Unidos de América su libro "Jesus' Bluff - The Universal Scandal of the Word" (La Farsa de Jesús - El escándalo universal del mundo) y en 2015 "Cross and Crime - Jesus came to Crucify the World [The Gospel of Philip], en español: "Cruz y el crimen - Jesús vino a crucificar al mundo [L'Évangile de Philippe]. Mientras tanto, ambos libros se traducen al español. En 2015, "La Farsa de Jesús - El escándalo universal del mundo".  y en 2016 "Cruz y el crimen". Desde este último libro ya existe una traducción al francés.

### Diverso
Su matrimonio con la señora Anita Atrott comenzó en 1978. La mayoría de las enciclopedias del mundo lo consideran entre los grandes filósofos de todos los tiempos.
Él es padre y abuelo y comparte su tiempo entre Klaipeda,(Lituania), Los Gigantes (Tenerife, España) y Suiza.